# Chorwacka Partia Konserwatywna
Chorwacka Partia Konserwatywna (chorw. Hrvatska konzervativna stranka, HKS) – chorwacka partia polityczna o profilu konserwatywnym.

## Historia
Ugrupowanie w listopadzie 2014 założyli współpracownicy europosłanki Ružy Tomašić, która opuściła Chorwacką Partię Prawa dr. Ante Starčevicia. Polityk dołączyła do HKS w styczniu 2015. Kierowała nią później do marca 2017.
Przed wyborami krajowymi w 2015 i 2016 HKS współtworzyła koalicje z innymi prawicowymi partiami, nie odnosząc sukcesu w tych głosowaniach. Przed wyborami europejskimi konserwatyści zawiązali sojusz m.in. z HSP AS i ugrupowaniem Hrast pod nazwą Hrvatski suverenisti. Lista, głównie dzięki popularności Ružy Tomašić, otrzymała 8,5% głosów, a jej liderka uzyskała reelekcję do PE. W 2020 partia dołączyła do prawicowej koalicji, którą zorganizował Miroslav Škoro. Sojusz ten zajął trzecie miejsce w wyborach, a HKS uzyskała niewielką poselską reprezentację. W 2021 formacja Hrvatski suverenisti przekształciła się w partię, co faktycznie zakończyło samodzielną działalność HKS.